# 约翰斯敦市 (纽约州)
约翰斯敦（Johnstown）是美国纽约州富尔顿县的一座城市，是富尔顿县县治。 截至2010年美国人口普查，该市有8,743人。 这个城市以创始人威廉·约翰逊爵士（William Johnson Johnson）命名。
约翰斯敦市大部分被约翰斯敦镇包围，曾经是约翰斯敦镇的一部分当它还是一个村庄时。 约翰斯敦也毗邻城市格洛弗斯维尔市，两个城市被称为“手套城市”。 他们以专业制造的历史而闻名。 约翰斯敦位于奥尔巴尼以西约45英里（72公里），约为奥尔巴尼与西部五指湖地区之间的三分之一。